# Eymir
Els eymir foren una tribu turquesa oghuz. Hi va haver grups eymirs en tres llocs:
1. a l'Imperi Otomà, on estaven dividits en dos branques una a Alep (turcmans d'Alep) i una Marash (els dulkadirili). Un subgrup dels d'Alep va emigrar cap a Sivas.
2. A Pèrsia occidental, establerts al Fars.
3. Al Gran Khorasan a la regió de l'Atrak i Gurgan, al nord d'Astarabad. El seu cap Shah Abbas fou nomenat governador d'Astarabad per Abbas I el Gran, amb títol de Khan, i va dominar la zona fins a la seva mort el 1596 quan el va succeir el seu fill Muhammad Yar.